# Marcão do Nascimento
Marcos do Nascimento Teixeira (Londrina, 5 de junio de 1996), más conocido como Marcão, es un futbolista brasileño que juega de defensa en el Sevilla F. C. de la Primera División de España.

## Trayectoria
Marcão comenzó su carrera deportiva en el Avaí F. C. en 2014.
En 2015 fichó por el Atlético Paranaense, con el que jugó en el Campeonato Paranaense antes de debutar el 26 de junio de 2016 en la Serie A de Brasil frente al Grêmio.
Estando en el Atlético Paranaense acumuló numerosas cesiones, hasta su marcha definitiva del club en 2018, cuando fichó por el G. D. Chaves de Portugal.
En enero de 2019 fichó por el Galatasaray S. K. de la Superliga de Turquía. En el conjunto turco estuvo dos temporadas y media, hasta que el 8 de julio de 2022 el Sevilla F. C. anunció su incorporación a expensas de realizar la correspondiente revisión médica y firmara el contrato una vez se uniera a la pretemporada del equipo. Tres días después se completó el fichaje y firmó hasta junio de 2027.

## Clubes
| Club                            | País     | Año       |
| ------------------------------- | -------- | --------- |
| Avaí F. C.                      | Brasil   | 2014      |
| Atlético Paranaense             | Brasil   | 2015-2018 |
| Guaratinguetá Futebol (cedido)  | Brasil   | 2015      |
| Associação Ferroviária (cedido) | Brasil   | 2016      |
| A. C. Goianiense (cedido)       | Brasil   | 2017      |
| Rio Ave F. C. (cedido)          | Portugal | 2017-2018 |
| G. D. Chaves                    | Portugal | 2018-2019 |
| Galatasaray S. K.               | Turquía  | 2019-2022 |
| Sevilla F. C.                   | España   | 2022-     |

## Palmarés

### Títulos nacionales
| Título               | Club              | País    | Año  |
| -------------------- | ----------------- | ------- | ---- |
| Superliga de Turquía | Galatasaray S. K. | Turquía | 2019 |
| Copa de Turquía      | Galatasaray S. K. | Turquía | 2019 |
| Supercopa de Turquía | Galatasaray S. K. | Turquía | 2019 |

### Títulos internacionales
| Título                 | Club (*)      | Sede    | Año     |
| ---------------------- | ------------- | ------- | ------- |
| Liga Europa de la UEFA | Sevilla F. C. | Hungría | 2022-23 |